# Мирная передача власти
Ми́рная переда́ча вла́сти — важный элемент демократии, состоящий в том, что правительство, потерпевшее поражение на выборах, мирно передает власть в государстве партии, победившей на выборах.
В государствах, впервые проходящих процесс демократизации, мирная передача власти служит показателем установления конституционной демократии и стабильности правительства. Исследование, проведенное в 2014 году, показало, что за период с 1788 года в 68 странах мира никогда не было мирной передачи власти по результатам выборов.

## Теория
Мирная передача власти требует наличия ряда сильных демократических институтов. Передача власти ставит действующих носителей власти в уязвимое положение, поскольку они рискуют не только потерей властных полномочий, но и возможным возмездием со стороны победившей партии. В молодых демократиях может возникнуть необходимость в создании новых институтов для содействия мирной передачи власти.
В стабильных демократиях мирный переход власти является привычным результатом выборов. Анализ показывает, что для закрепления процесса мирной передачи власти достаточно сделать это один раз.

## Современная практика

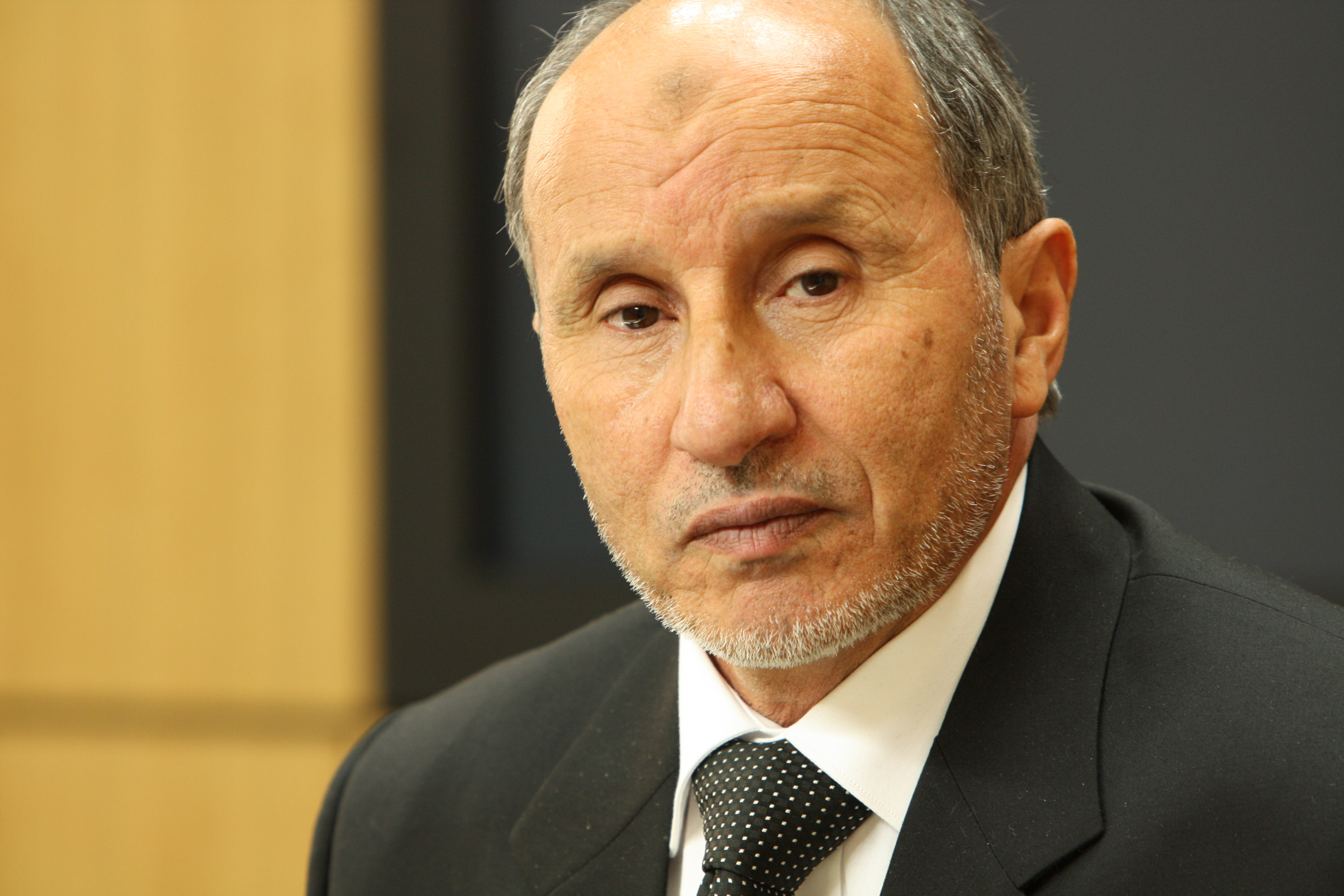
Мустафа Абдул Джалил, возглавлявший Национальный переходный совет в Ливии, который курировал мирную передачу власти после гражданской войны.

Первый мирный переход власти в стране часто рассматривается как важный этап установления демократии, например, как это было на выборах в Демократической Республике Конго. Успешные переходные процессы в напряженные политические моменты, такие как Бархатная революция в Армении в 2018 году, интерпретируются США как признаки улучшения управления внутри страны, что является важной вехой в демократизации и развитии гражданского общества.

### Соединенные Штаты
Мирная передача власти исторически была нормой при смене президента США. Переход власти отмечается рядом символических актов, таких как инаугурация президента США . Во время выборов 2020 года некоторые эксперты указывали на риск отката от демократии . Действующий Президент США Дональд Трамп во время своей президентской кампании 2020 года выразил сомнения относительно возможности мирной передачи власти то время, как другие избранные должностные лица, такие как Сенат США, делали публичные заявления в поддержку такого процесса, рассматривая его как основу американской демократии.

### Комментарии
1. ↑  В составе ООН на 2020 год насчитывается 193 независимых государства.

### Сноски
1. ↑  Graham, Emmanuel (July 2017). The Third Peaceful Transfer of Power and Democratic Consolidation in Ghana (PDF). Africology: The Journal of Pan African Studies. 10 (5): 99–127. Архивировано из оригинала (PDF) 9 октября 2020. Дата обращения: 26 ноября 2020.
2. ↑  Tamarkin, M. (1979). From Kenyatta to Moi: The Anatomy of a Peaceful Transition of Power. Africa Today. 26 (3): 21–37. ISSN 0001-9887. JSTOR 4185874.{{cite journal}}:  Википедия:Обслуживание CS1 (url-status) (ссылка)
3. ↑  Mangu, Andre Mbata B. (1 июня 2004). DR Congo : the long road from war to peace and challenges for peaceful transition and national reconstruction. Africa Insight (англ.). 34 (2_3): 31–38. ISSN 0256-2804. Архивировано из оригинала 9 октября 2020. Дата обращения: 26 ноября 2020.
4. ↑  Ahmed, Jasem Mohamad (2012). Democracy and the problem of peaceful transfer of power. Journal of Al-Frahedis Arts (англ.). 04 (10). Архивировано 9 октября 2020. Дата обращения: 26 ноября 2020.
5. 1 2  Przeworski, Adam (1 января 2015). Acquiring the Habit of Changing Governments Through Elections. Comparative Political Studies (англ.). 48 (1): 101–129. doi:10.1177/0010414014543614. ISSN 0010-4140. Архивировано 9 октября 2020. Дата обращения: 26 ноября 2020.
6. 1 2  Peaceful transitions of power have been rare in modern states, but once the habit has been acquired it sticks. EUROPP (26 ноября 2014). Дата обращения: 25 сентября 2020. Архивировано 9 октября 2020 года.
7. ↑  Sutter, Daniel (1995). Settling Old Scores: Potholes along the Transition from Authoritarian Rule. The Journal of Conflict Resolution. 39 (1): 110–128. ISSN 0022-0027. JSTOR 174324.{{cite journal}}:  Википедия:Обслуживание CS1 (url-status) (ссылка)
8. ↑  Libya's NTC hands power to newly elected assembly. BBC News (англ.). 9 августа 2012. Архивировано 18 апреля 2019. Дата обращения: 25 сентября 2020.
9. ↑  First peaceful transfer of power possible in the DRC: regional focus - East Africa. Africa Conflict Monitor (англ.). 2017 (Feb 2017): 35–39. 1 февраля 2017. ISSN 2311-6943. Архивировано 9 октября 2020. Дата обращения: 26 ноября 2020.
10. ↑  Yayloyan, Diana (28 февраля 2019). A Peaceful Transition of Power and Public's Expectations in Armenia. Economic Policy Research Foundation of Turkey (англ.). Архивировано 9 октября 2020. Дата обращения: 26 ноября 2020.
11. ↑  Peaceful Transition of Power (англ.). National Archives (18 ноября 2016). Дата обращения: 25 сентября 2020. Архивировано 9 октября 2020 года.
12. ↑  Is the U.S. at Risk of Mirroring Hungary’s Democratic Backsliding? www.worldpoliticsreview.com. Дата обращения: 15 ноября 2020. Архивировано 14 января 2021 года.
13. ↑  Bauer, Michael W (2 марта 2020). Democratic Backsliding, Populism, and Public Administration. Perspectives on Public Management and Governance (англ.). 3 (1): 19–31. doi:10.1093/ppmgov/gvz026. ISSN 2398-4910. Архивировано 14 января 2021. Дата обращения: 26 ноября 2020.
14. ↑  Breuninger, Kevin. Trump won't commit to peaceful transfer of power if he loses the election (англ.). CNBC (23 сентября 2020). Дата обращения: 25 сентября 2020. Архивировано 9 октября 2020 года.
15. ↑  News, A. B. C. Unanimous Senate commits to peaceful transfer of power after Trump refuses (англ.). ABC News. Дата обращения: 25 сентября 2020. Архивировано 9 октября 2020 года.